# 미트로트사밤
미트로트사밤 또는 미트롤사밤, 미트라 울사밤은 태양신 수리야를 숭배하는 힌두교 축제로, 리그베다 8.25.8 등에서 우주 질서(르타)의 수호자로 묘사되는 미트라-바루나가 하늘을 질서 있게 횡단하는 축제이다.
미트로트사밤에서 신도들은 번영, 건강, 용기를 위해 태양을 숭배한다. 수리야는 베다 만트라에서 어둠과 악의 발각자로 미화한다. 현자 비슈바미트라가 작곡한 가장 신성한 가야트리 만트라는 태양을 숭배한다. 또한 라마야나의 전설에 따르면 라마는 아디티야 히리다얌을 낭송하여 태양을 기리는 것으로 알려져 있는데, 라마는 그 찬송가로 수리야를 숭배하기 시작했고, 이 찬송가를 통해 그에게 힘과 악을 물리칠 수 있는 힘을 부여했다고 한다. 또한 신도들은 108개의 수리야 나마스카라를 연주하며 악, 질병, 질병을 퇴치하는 데 도움을 달라고 기도한다. 동시에 미트라(미트라-바루나)를 프라티야크샤 데바타로 숭배하며, 눈과 마음의 질병에 특히 유익한 것으로 여겨지는 마야를 염두에 두고 먼 시각을 가진 천안의 빛과 태양의 불을 숭배한다.
2008년 미트로트사밤은 12월 25일 목요일에 열렸다.